# Groot-Leipzigs voetbalkampioenschap 1932/33
In 1932/33 werd het 32ste en laatste voetbalkampioenschap van Groot-Leipzig (voorheen Noordwest-Saksen) gespeeld, dat georganiseerd werd door de Midden-Duitse voetbalbond. Wacker Leipzig werd kampioen en plaatste zich voor de Midden-Duitse eindronde. De club versloeg BC Sportlust Zittau, SV 08 Steinach  en verloor in de halve finale van PSV Chemnitz. 
Na dit seizoen kwam de Nationaalsocialistische Duitse Arbeiderspartij aan de macht en werd de competitie grondig geherstructureerd. De overkoepelende voetbalbonden werden afgeschaft en ruimden plaats voor 16 Gauliga's. De clubs uit Leipzig en omgeving gingen in de nieuwe Gauliga Sachsen spelen, waarvoor Wacker en VfB zich plaatsten. Toevallig waren dit de twee clubs die sinds het begin van de competitie in 1901 tot nu in de hoogste klasse speelden. De andere clubs gingen naar de Bezirksklasse Leipzig, die de tweede klasse was. Het overgewicht voor de clubs uit Leipzig was voorbij en geen van hen kon de Gauliga winnen.

## 1. Klasse
| Plaats | Club                           | Wed. | W  | G | V  | Saldo | Ptn.  |
| ------ | ------------------------------ | ---- | -- | - | -- | ----- | ----- |
| 1.     | SC Wacker 1895 Leipzig         | 18   | 13 | 2 | 3  | 57:31 | 28:8  |
| 2.     | VfB Leipzig 1893               | 18   | 12 | 3 | 3  | 53:27 | 27:9  |
| 3.     | SpVgg 1899 Leipzig-Lindenau    | 18   | 11 | 2 | 5  | 53:34 | 24:12 |
| 4.     | SV 1899 Leipzig                | 18   | 10 | 1 | 7  | 45:36 | 21:15 |
| 5.     | Leipziger Sportfreunde FC 1900 | 18   | 9  | 2 | 7  | 39:46 | 20:16 |
| 6.     | SV Fortuna Leipzig 02          | 18   | 7  | 2 | 9  | 27:26 | 16:20 |
| 7.     | VfB Zwenkau 02                 | 18   | 7  | 1 | 10 | 31:40 | 15:21 |
| 8.     | ATV Sportfreunde Markranstädt  | 18   | 5  | 4 | 9  | 31:40 | 15:21 |
| 9.     | SV Eintracht 04 Leipzig        | 18   | 4  | 6 | 8  | 24:34 | 14:22 |
| 10.    | VfTuB 1905 Leipzig             | 18   | 0  | 1 | 17 | 25:71 | 1:35  |

|  | Kampioen, geplaatst voor Midden-Duitse eindronde en Gauliga Sachsen 1933/34 |
|  | Geplaatst voor Gauliga Sachsen 1933/34                                      |
|  | Degradatie naar Bezirksklasse                                               |

## 1B Klasse

### Groep A
| Plaats | Club                           | Wed. | Saldo | Ptn.  |
| ------ | ------------------------------ | ---- | ----- | ----- |
| 1.     | BV Olympia-Germania Leipzig    | 18   | 54:27 | 33:3  |
| 2.     | SV Corso 02 Leipzig            | 18   | 64:40 | 30:6  |
| 3.     | SV Viktoria 03 Leipzig         | 18   | 51:40 | 24:12 |
| 4.     | SVgg 1910 Leipzig              | 18   | 46:41 | 18:18 |
| 5.     | SV Guts Muts Leipzig           | 18   | 45:56 | 18:18 |
| 6.     | SV Meuselwitz                  | 18   | 38:46 | 15:21 |
| 7.     | Eintracht Altenburg            | 18   | 56:54 | 14:22 |
| 8.     | SC Marathon-Westens 06 Leipzig | 18   | 43:63 | 14:22 |
| 9.     | VfL Altenburg                  | 18   | 39:54 | 13:23 |
| 10.    | SV Lipsia 1893                 | 18   | 16:61 | 1:35  |

|  | Geplaatst voor Bezirksklasse   |
|  | Degradatie naar 1. Kreisklasse |

### Groep B
| Plaats | Club                       | Wed. | Saldo | Ptn.  |
| ------ | -------------------------- | ---- | ----- | ----- |
| 1.     | SV Pfeil 05 Leipzig-Wahren | 18   | 72:22 | 31:5  |
| 2.     | SV Tapfer 06 Leipzig       | 18   | 38:26 | 23:13 |
| 3.     | FC Wettin Wurzen           | 18   | 55:32 | 21:15 |
| 4.     | BC Olympia Schleußig       | 18   | 38:36 | 17:19 |
| 5.     | BC Arminia 03 Leipzig      | 18   | 38:49 | 17:19 |
| 6.     | FC Concordia Delitzsch     | 18   | 35:47 | 16:20 |
| 7.     | FC Eythra                  | 18   | 33:50 | 15:21 |
| 8.     | Leipziger BC 1893          | 18   | 39:45 | 14:22 |
| 9.     | SV Sturm 1910 Leutzsch     | 18   | 39:45 | 14:22 |
| 10.    | Vf Rasensport Leipzig      | 18   | 34:59 | 12:24 |

## 2. Klasse

### Groep 1
| Plaats | Club                   | Wed. | Saldo | Ptn.  |
| ------ | ---------------------- | ---- | ----- | ----- |
| 1.     | SV Helios 02 Leipzig   | 14   | 47:16 | 24:4  |
| 2.     | Eintracht Wiederitzsch | 14   | 58:18 | 22:6  |
| 3.     | Germania Lützschena    | 14   | 49:20 | 20:8  |
| 4.     | Zschortau              | 14   | 41:40 | 14:14 |
| 5.     | Kickers Leipzig        | 14   | 42:21 | 13:15 |
| 6.     | SV Süd 1913 Leipzig    | 14   | 32:37 | 11:17 |
| 7.     | Podelwitz              | 14   | 20:64 | 4:24  |
| 8.     | Zwochau                | 14   | 18:91 | 4:24  |

|  | Geplaatst voor 1. Kreisklasse |
|  | Geplaatst voor 2. Kreisklasse |

### Groep 2
| Plaats | Club                  | Wed. | Saldo | Ptn.  |
| ------ | --------------------- | ---- | ----- | ----- |
| 1.     | TSG Taucha            | 12   | 54:19 | 22:2  |
| 2.     | Polizei SV 21 Leipzig | 11   | 30:14 | 18:4  |
| 3.     | SV Bar Kochba         | 10   | 30:20 | 14:6  |
| 4.     | SV Südost             | 12   | 30:26 | 11:13 |
| 5.     | Reichsbahn Eilenburg  | 12   | 28:30 | 11:13 |
| 6.     | SC Phönix Leipzig     | 11   | 12:40 | 2:20  |
| 7.     | Panitzsch             | 12   | 17:53 | 2:22  |

### Groep 3
| Plaats | Club                      | Wed. | Saldo | Ptn.  |
| ------ | ------------------------- | ---- | ----- | ----- |
| 1.     | Saxonia Böhlitz-Ehrenberg | 18   | 72:24 | 34:2  |
| 2.     | SV Groitzsch              | 18   | 51:29 | 24:10 |
| 3.     | Stern Knauthain           | 18   | 60:34 | 22:12 |
| 4.     | Post SV Leipzig           | 18   | 32:33 | 21:13 |
| 5.     | Union 08 Leipzig          | 18   | 29:49 | 12:22 |
| 6.     | Lützen                    | 18   | 25:29 | 12:20 |
| 7.     | Dölitz 08                 | 18   | 46:51 | 11:19 |
| 8.     | BV Pegau                  | 18   | 38:51 | 11:23 |
| 9.     | SV Blau-Weiß Leipzig      | 18   | 24:75 | 12:24 |
| 10.    | Leipziger BC              | 18   | 16:78 | 9:23  |

|  | Geplaatst voor 1. Kreisklasse |
|  | Geplaatst voor 2. Kreisklasse |

### Groep 4
| Plaats | Club                   | Wed. | Saldo | Ptn.  |
| ------ | ---------------------- | ---- | ----- | ----- |
| 1.     | Eintracht Probstdeuben | 12   | 58:11 | 19:5  |
| 2.     | Wacker Großhermsdorf   | 12   | 32:16 | 18:6  |
| 3.     | Wyhra                  | 12   | 16:19 | 14:10 |
| 4.     | Geithain               | 12   | 21:30 | 11:13 |
| 5.     | Deutzen                | 12   | 17:22 | 9:15  |
| 6.     | FC Borna               | 12   | 20:35 | 9:15  |
| 7.     | Otterwisch             | 12   | 10:39 | 2:22  |

### Groep 5
| Plaats | Club                | Wed. | Saldo | Ptn.  |
| ------ | ------------------- | ---- | ----- | ----- |
| 1.     | FV Regis            | 14   | 44:18 | 21:7  |
| 2.     | TV Jahn Rositz      | 14   | 45:28 | 20:8  |
| 3.     | Jugendkraft Rositz  | 14   | 26:28 | 14:14 |
| 4.     | Eintracht Altenburg | 14   | 35:32 | 14:14 |
| 5.     | Serbitz             | 14   | 37:40 | 13:15 |
| 6.     | Meuselwitz          | 14   | 25:35 | 13:15 |
| 7.     | MTV Altenburg       | 14   | 30:90 | 10:18 |
| 8.     | VfL Altenburg       | 14   | 35:56 | 7:21  |

|  | Geplaatst voor 1. Kreisklasse |
|  | Geplaatst voor 2. Kreisklasse |

### Groep 6
| Plaats | Club                  | Wed. | Saldo  | Ptn.  |
| ------ | --------------------- | ---- | ------ | ----- |
| 1.     | SV 1919 Grimma        | 15   | 108:22 | 26:4  |
| 2.     | SV Oschatz            | 16   | 53:22  | 26:6  |
| 3.     | Sportlust Colditz     | 15   | 49:29  | 21:9  |
| 4.     | Reiterregiment Grimma | 14   | 26:41  | 14:14 |
| 5.     | SV Naunhof            | 15   | 42:42  | 14:16 |
| 6.     | Wettin Wurzen Reserve | 14   | 39:34  | 13:15 |
| 7.     | Wacker Dahlen         | 14   | 15:94  | 9:21  |
| 8.     | Nerchau               | 14   | 28:39  | 6:22  |
| 9.     | BC Mügeln             | 15   | 27:59  | 5:25  |